# Jean Barthélemy Darmagnac

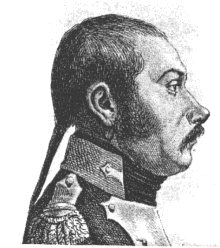
Jean Barthélemy Darmagnac

Jean Barthélemy Darmagnac (* 1. November 1766 in Toulouse; † 13. Dezember 1855 in Bordeaux) war ein französischer Général de division der Infanterie.

## Leben
Am 13. September 1791 trat Darmagnac als Freiwilliger in die Armee ein. In den Revolutionskriegen konnte er sich bald durch Tapferkeit auszeichnen. Es folgten mehrere Beförderungen und in der Schlacht von Bassano (8. September 1796) kämpfte er bereits im Rang eines Chef de bataillon.
Als Napoleon 1798 seinen Feldzug nach Ägypten plante, meldete er sich u. a. zusammen mit Augustin Darricau freiwillig. Er kämpfte bei den Pyramiden (21. Juli 1798) und wurde bei der Belagerung von Akkon (März/Mai 1799) schwer verwundet. Nach der Schlacht von Abukir ließ ihm Napoleon durch General Jean-Baptiste Kléber Ehrenwaffen in Form eines Prunksäbels überreichen.
Nach der Rückkehr nach Frankreich folgten mehrere Versetzungen und erst bei Austerlitz (2. Dezember 1805) nahm Darmagnac wieder am Kriegsgeschehen teil.
Darmagnac kämpfte im Krieg in Spanien. Er wechselte zu Feldmarschall Nicolas Jean-de-Dieu Soult und kämpfte tapfer bei Pamplona (17. Februar 1808) und Medina de Rioseco (14. Juli 1808). In letzterer wurde er wiederum schwer verwundet. Er wurde zum Gouverneur in Alte Kastilien ernannt, in Burgos, wo er viele Kunstwerke plünderte und erlaubte die Plünderung des Grabes des Cid Campeador im Kloster San Pedro de Cardeña.
Erst in der Schlacht von Fuentes de Oñoro (3./5. Mai 1811) war er wieder einsatzfähig. Auch in den Kämpfen vor Buçaco (27. September 1810), Salamanca (22. Juli 1812), Vitoria (21. Juni 1813) und Orthez (27. Februar 1814) befehligte er die 2. Division und konnte sich durch Tapferkeit auszeichnen.
Nach der Schlacht bei Waterloo (18. Juni 1815) wandte sich Darmagnac dem Haus Bourbon und König Louis-Philippe I. zu.
Am 28. August 1830 wurde Jean Barthélemy Darmagnac in den Ruhestand verabschiedet. Er ließ sich in Bordeaux nieder und starb dort sechs Wochen nach seinem 89. Geburtstag. Seine letzte Ruhestätte fand er auf dem Friedhof von Daignac.

## Ehrungen
- Baron de l’Émpire
- Vicomte de l’Émpire
- 1814 Commandeur der Ehrenlegion
- 1814 Ordre de la couronne de fer
- 1814 Chevalier des Ordre royal et militaire de Saint-Louis
- 1815 Grand Officier der Ehrenlegion
- Sein Name findet sich am westlichen Pfeiler (36. Spalte) des Triumphbogens am Place Charles-de-Gaulle (Paris).